# 송암동 (광주)
송암동(松巖洞)은 광주광역시 남구의 행정동이다. 법정동은 송하동, 임암동, 행암동이다.

## 연혁
- 동명의 유래는 1957년 송하동과 임암동의 이름을 따서 송암이라 칭했다.
- 송암동의 연혁을 살펴보면 입하마을에 고인돌이 분포되어 있는 것으로 보아 오래전 청동기시대부터 사람이 살았던 것으로 보인다. 조선 후기에 이지역은 광주군 효우동면에 속했는데 당시 이곳에 송산(솔메), 가산, 도동(독골), 임정(들머리), 입암(갓바위)마을이 있었고, 구한말에는 효우동면의 도동, 가산, 임정, 대동(큰골), 입암, 행정, 입하, 일성, 호암(범바우), 송산리가 있었다.
- 1914년 4월 1일 행정구역 통폐합에 따라 효우동면중 송산, 일성, 입하,호암, 도동 리의 일부가 합해져 송산, 입하로부터 광주군 효천면 송하리가 되고, 효우동면중 입암, 가산, 임정, 도동리와 선도면중 회산리, 유등곡면중 광석, 내동리 일부가 합해져 임정과 입암으로부터 광주군 효천면 임암리가 되었다.

| 조선총독부령 제111호      |                                                                     |               |
| 구 행정구역               | 구 행정구역                                                         | 신 행정구역   |
| 광주군 효우동면(孝友洞面) | 행정리(杏亭里), 대동리(大洞里), 구암리(龜巖里), 도동리(都洞里) 일부 | 효천면 행암리 |
| 광주군 효우동면(孝友洞面) | 입암리(立巖里), 가산리(佳山里), 임정리(林亭里), 도동리 일부         | 효천면 임암리 |
| 광주군 효우동면(孝友洞面) | 송산리(松山里), 일성리(日成里), 입하리(立荷里), 호암리(虎巖里)      | 효천면 송하리 |
- 1935년 4월 1일 효천면과 지한면이 병합되어 효지면 송하리와 임암리가 되었다가 같은해 10월 1일 광주군 광주읍이 광주부로 승격되어 독립함에 따라 나머지 지역이 광산군으로 개칭됨으로써 광산군 효지면 관할이 되었다. 1955년 7월 1일 광주시 행정구역의 확장에 따라 광산군 효지면이 광주에 편입됨과 동시에 광주시 진월출장소 관할 송하동과 임암동이 되었다.
- 1957년 12월 2일 광주시의 122개동을 51개 운영동으로 축소함에 따라 송하, 임암 2개동을 관할하는 송암동이 되어 이 때부터 “송암동”의 호칭이 시작되었다. 1961년 3월 1일 출장소제 실시에 따라 남부 출장소 관할이 되었다가 1973년 7월 1일 구제실시로 남부, 서부, 지산출장소를 통합한 서구 관할이 되었다.
- 1995년 3월 1일 서구의 분구와 함께 광주광역시 남구 송암동에 이르게 되었다. 현재는 법정동(송하동, 임암동, 행암동)을 송암동이라는 행정동으로 관할하게 되었다.

## 법정동
- 송하동
- 임암동
- 행암동

## 주거

### 아파트
- 진아건설 송하1단지 5차 진아리채 : 2009년 12월 입주.
- 진아건설 송하2단지 5차 진아리채 : 2010년 4월 입주.
- 코오롱글로벌 효천지구 코오롱하늘채 : 2020년 11월 입주.
- 한국토지주택공사 / 이수건설 브라운스톤 효천 : 2017년 7월 입주.
- 중흥건설, SK에코플랜트 송암공원 중흥S클래스 SK VIEW : (예정)

| 단지명                          | 건설사     | 시행사                                            | 주소                       | 주소   | 입주       | 비고 |
| ------------------------------- | ---------- | ------------------------------------------------- | -------------------------- | ------ | ---------- | ---- |
| 효천2지구 제일풍경채            | 제일건설㈜ | ㈜창암종합건설                                    | 남구 효우로 332-10 (1단지) | 행암동 | 2015년 2월 |      |
| 효천2지구 제일풍경채            | 제일건설㈜ | ㈜창암종합건설                                    | 남구 효우2로 46 (2단지)    | 행암동 | 2015년 2월 |      |
| 효천2지구 중흥S-클래스          | 중흥건설   | ㈜새솔건설                                        | 남구 효우로 332-10         | 행암동 | 2015년 7월 |      |
| 효천1지구 중흥S-클래스 리버티   | 중흥건설   | ㈜중흥카이트제9호기업형임대위탁관리부동산투자회사 | 남구 효천중앙로 21         | 임암동 | 2019년 9월 |      |
| 효천1지구 중흥S-클래스 에코시티 | 중흥토건㈜ | ㈜중흥산업개발                                    | 남구 효천2로 12            | 임암동 | 2019년 1월 |      |
| 효천1지구 중흥S-클래스 에코파크 | 중흥토건㈜ | 중봉건설㈜                                        | 남구 효천3로 110           | 임암동 | 2019년 1월 |      |
| 효천1지구 시티프라디움          | 시티건설㈜ | 시티건설㈜                                        | 남구 효천2로 1             | 임암동 | 2019년 6월 |      |

## 관내 학교

### 초등학교
- 송원초등학교
- 효천초등학교
- 광주빛여울초등학교

### 중학교
- 송원중학교

### 고등학교
- 송원고등학교
- 송원여자상업고등학교
- 송원여자고등학교
- 인성고등학교

### 대학교
- 송원대학교